# Carl Irmer

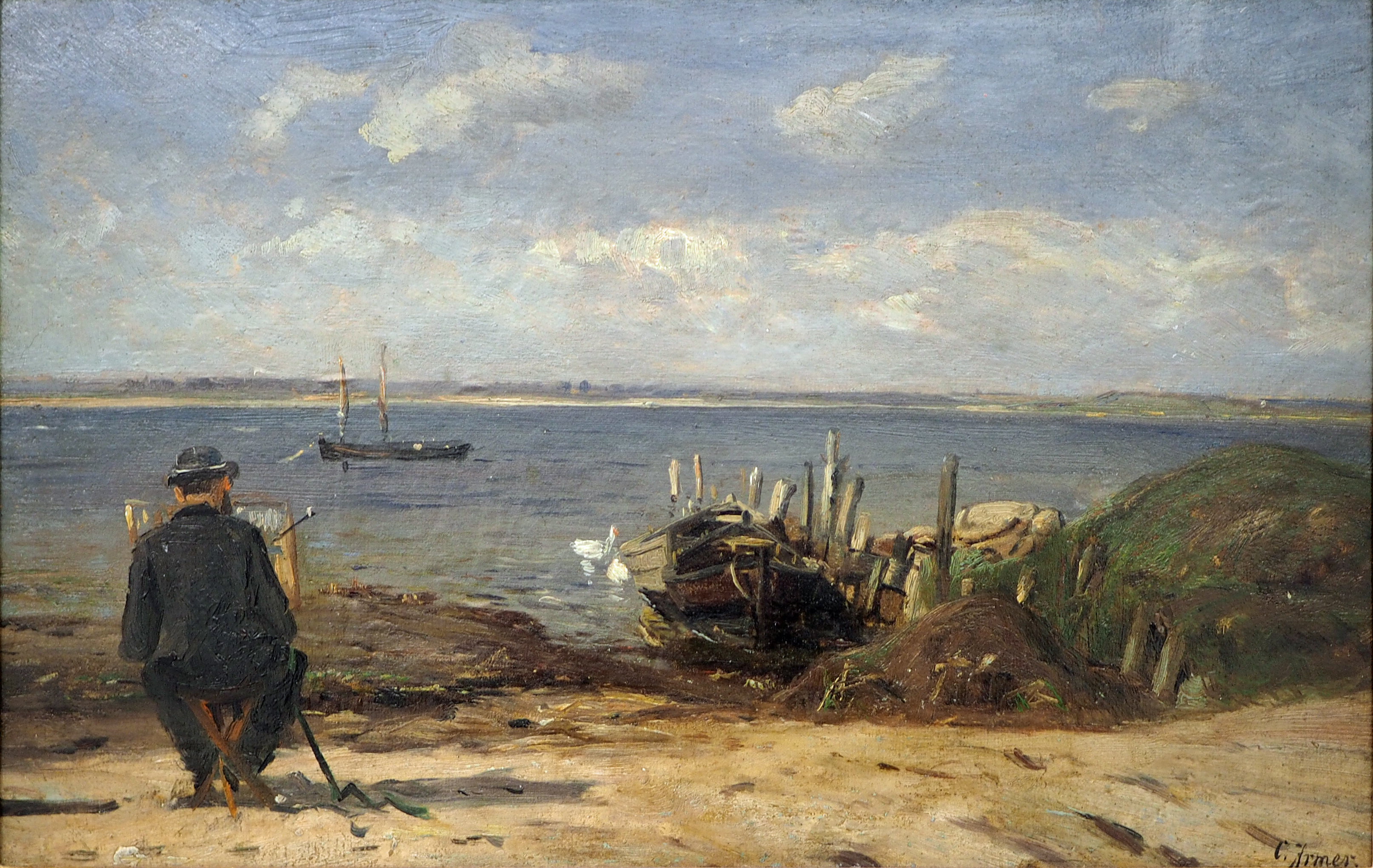
Maler am Ostseestrand, um 1885

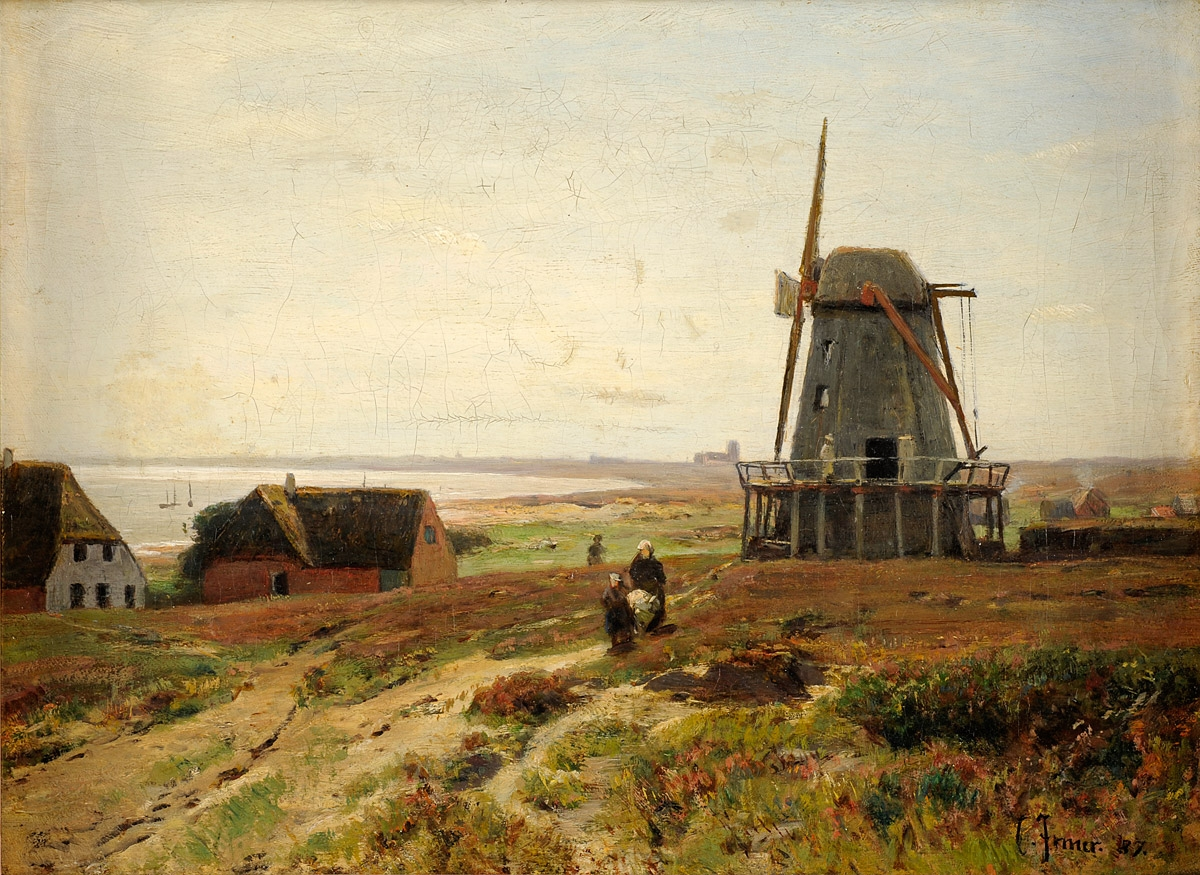
An der Nordseeküste, 1887

Carl Irmer (* 28. August 1834 in Babitz, Provinz Brandenburg; † 10. November 1900 in Düsseldorf) war ein deutscher Landschaftsmaler und Radierer der Düsseldorfer Schule.

## Leben

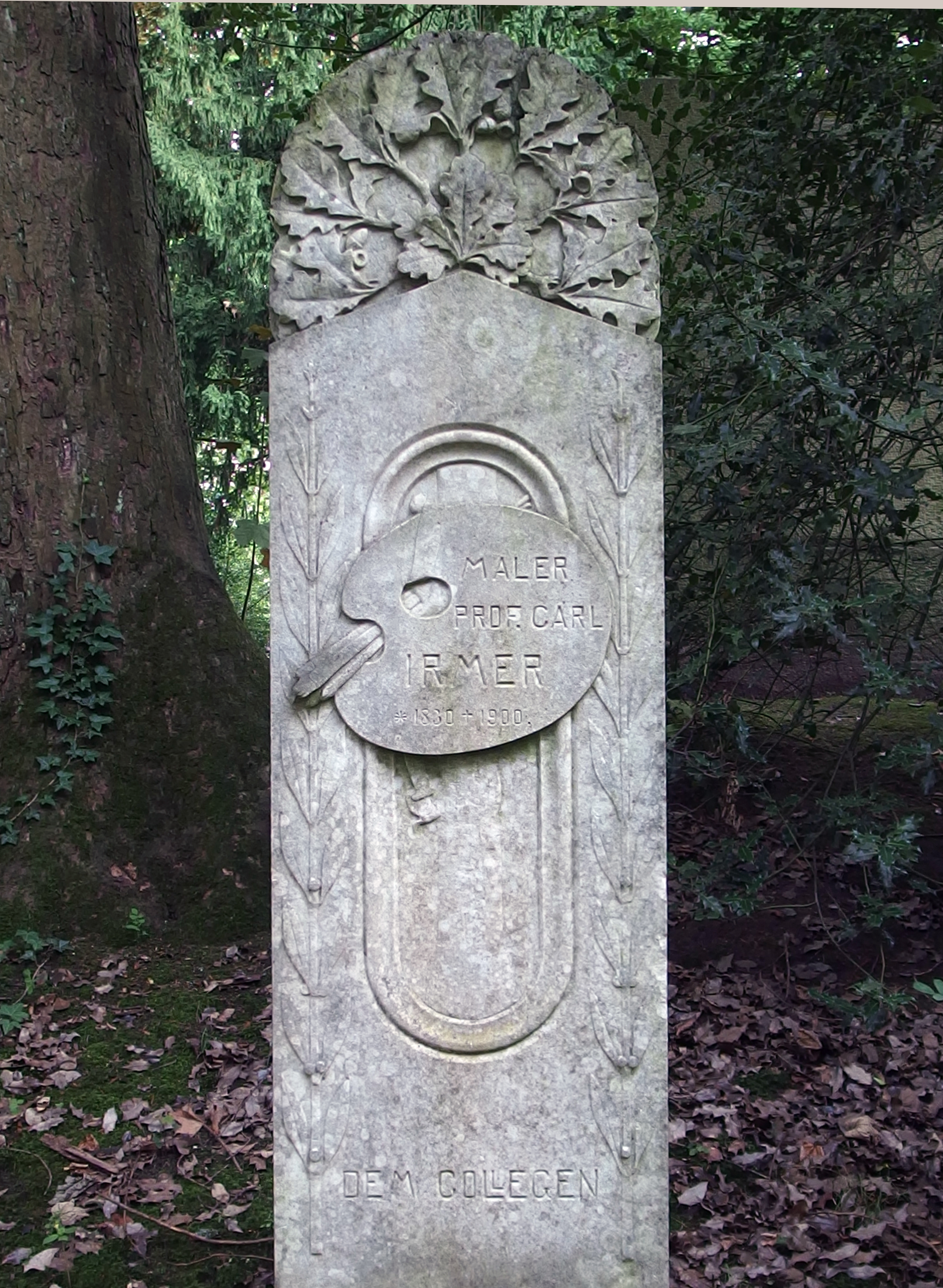
Grabstein für Carl Irmer auf dem Nordfriedhof Düsseldorf

Irmer bildete sich in Dessau bei dem Hofmaler Johann Heinrich Beck und seit 1855 auf der Kunstakademie Düsseldorf bei Hans Gude aus. An der Düsseldorfer Akademie wirkte Irmer als Gudes Assistent. Auf häufigen Studienreisen in Deutschland, Österreich, Frankreich und Belgien sammelte er die Motive zu seinen elegisch empfundenen, stimmungsvollen Flachlandschaften, die meist Wiesen mit weidendem Rindvieh darstellen.
Irmer lebte zurückgezogen in Düsseldorf. In den 1870er Jahren wohnte er im selben Haus wie der Maler Carl Ludwig Fahrbach in der Immermannstraße 26, Mitte der 1890er Jahr im Haus von Wilhelm Nabert in der Grafenberger Chaussee 58. Er erhielt eine Medaille auf der Wiener Weltausstellung 1873, die kleine goldene Medaille der Gewerbe- und Kunstausstellung Düsseldorf 1880, eine Medaille in Berlin 1891 und eine Silbermedaille in London 1897. Auf einer Dresdner Aquarell-Ausstellung wurde er mit einem Preisdiplom geehrt. Der Herzog von Anhalt verlieh ihm den Titel eines Hofmalers. Auch zum Professor wurde er ernannt. Seinen überschuldeten Nachlass verschleuderte man. Die letzte Ruhestätte fand er auf dem Düsseldorfer Nordfriedhof.

## Werke (Auswahl)
- Hünengrab in der Heide
- Mondaufgang
- Dieksee bei Gremsmühlen in Holstein (1876, Nationalgalerie zu Berlin)
- Landschaft von Rügen
- Maler am Ostseestrand, um 1885, Albert-König-Museum
- An der Nordseeküste, 1887
- Köhlerei aus dem Ilsetal im Harz (1896, Stiftung Moritzburg),
- Landschaft in Holstein
- Abend auf Rügen
- Ostfriesische Gehöfte auf Sylt
- Straße aus Ilsenburg
- Abenddämmerung
- Schierke im Harz
- Bodetal im Harz